# Dème d'Abdère
Pour les articles homonymes, voir Abdère.
Le dème d'Abdère (en grec moderne : Δήμος Αβδήρων / Dímos Abdíron) est un dème et un village situé dans la périphérie de Macédoine-Orientale-et-Thrace en Grèce. Il est issu sous sa forme actuelle de la fusion en 2011 entre les dèmes d'Abdère, de Vistonis et de Sélero, devenus des districts municipaux. Son siège est la localité de Geniséa (Γενισέα), la « capitale historique » celle d'Abdère (Αβδήρα).
Selon le recensement de 2011, la population d'Abdère compte 19 005 habitants.

## Districts municipaux

### District municipal d'Abdère
Il tient son nom de la cité antique d'Abdère.

### District municipal du Vistonis
Il tient son nom du lac Vistonis.

### District municipal de Sélero
Le siège de l'ancien dème était le village de Séléro.